# 石田ヒロユキ
石田 ヒロユキ（いしだ ヒロユキ）は、日本のイラストレーター。主にテーブルトークRPG関係の書籍のイラストを手がけている。肉感的な画風で知られており、女性はエロティックに、男性は逞しく描くタイプ。
SF系のメカニックやファンタジー系の異種族なども良く描く。同人誌などでは「神星記人」のペンネームも持つ。
テーブルトークRPG開発企業であるファーイースト・アミューズメント・リサーチ社の社員でもあり、同社のゲームのキャラクターデザインやメカデザインなども手がけている。

## 主要な作品
- ナイトウィザードシリーズ（キャラクターデザインとカバーイラスト。TVアニメ版のキャラクター原案でもある）
- ウロボロス・サイクロン（友野詳の小説。イラスト担当）

### 画集
- 『石田ヒロユキ画集 Flying Colors フライング・カラーズ』（エンターブレイン、2013年4月11日初版発行）ISBN 978-4-7577-3541-5

## エピソード
ネコミミ先生の愛称を持つ。以前、某誌にてネコミミの付いている女の子のカラーイラストを描いた際の作者コメントが「はじめまして、ネコミミです〜」との出だしで掲載された。しかし、これがニュアンス的に「Hello This is ネコミミ」なのが「Hello I am ネコミミ」という意味にも受け取れる文面だったため、結果『自らをネコミミであると宣言した！』との意味にとられネタにされたのが始まり。
後々これが愛称として定着しファンからネコミミ先生の名で親しまれることとなる。そのこともありゲーマーズフィールド誌でのイベントレポート漫画に登場する時は文字通りネコミミを付けた姿で描かれることが多い。今では率先してネコミミを付けたキャラクターを描く傾向にもあるようである。